# Elogio de las Dos Tierras (barco)
Elogio de las Dos Tierras, que aparece en una inscripción (c. 2613 a. C.) de proyectos de construcción de barcos del faraón egipcio Seneferu, es la primera referencia a un barco con un nombre.

## Descripción

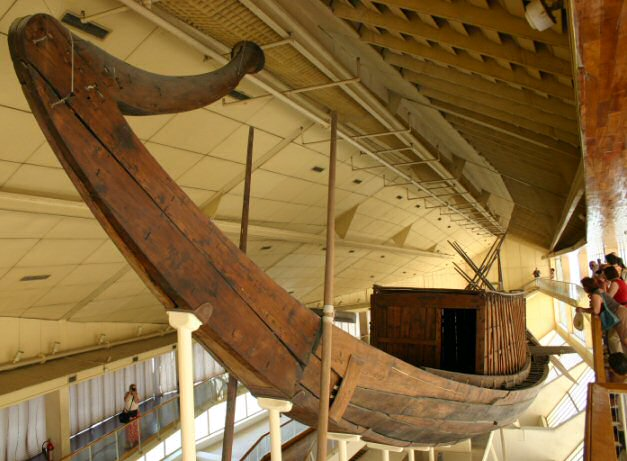
La barca funeraria de Keops, de 43,6 m, tiene un tamaño similar al Elogio de las Dos Tierras.

la gran embarcación egipcia, construida por el faraón Seneferu, tenía unos 100 codos (poco más de 50 m) de largo y estaba hecha de madera de cedro.. El antiguo Egipto no tenía árboles, en general, y la madera doméstica era muy rara. Los primeros barcos en el Nilo estaban ensamblados con cañas atadas juntas, los dos sḥn ("brazadas") de los Textos de las Pirámides. El primer registro escrito del comercio internacional de madera es de la Piedra de Palermo donde Seneferu importa cedro de Fenicia (actual Líbano), trayendo cuarenta barcos llenos [de] troncos de cedro. Construcción naval [de] madera de cedro, un barco, 100 codos [de largo]...
Durante la antigüedad, los nombres de las naves eran de dioses/diosas de la ciudad de la que provenía o el nombre de la deidad guardiana. Típicamente llamado un parasemón o episemos, era el nombre del barco y a menudo indicaba la esperanza de buena suerte en el mar.
Muchas veces una nave egipcia era nombrada en honor al faraón y a una de sus virtudes. Por ejemplo, el barco de Amenhotep II, que reinó desde 1427 hasta 1400 a. C., se llamaba Amenhotep II, que hizo fuertes a las Dos Tierras. Este barco fue construido unos 1200 años después del de Seneferu, Elogio de las Dos Tierras, que es el primer nombre de barco conocido. Las «Dos Tierras» a las que se hace referencia aquí son el Alto Egipto río arriba y el Bajo Egipto en el delta. El nombre del barco de Seneferu Elogio de las Dos Tierras tuvo implicaciones políticas ya que se cree que el nombre significaba la unidad entre las tierras del Alto y Bajo Egipto.
No se sabe si el nombre del barco (es decir, Elogio de las Dos Tierras) se puso en su costado como se hace hoy en día para que otros pudieran ver las letras. Es probable que se usara una marca llamativa, ya que no había anteojos ni telescopios que pudieran usarse desde la costa o desde otro barco. La marca especial sería el medio de identificación.